# Fra Semplice
Fra Semplice (Vérone, vers 1589 - 1654) est un peintre italien actif au XVIIe siècle à Vérone, Rome et Venise.

## Biographie
Fra Semplice da Verona, moine capucin a été un peintre baroque formé avec Marcantonio Bassetti et Felice Brusasorci.
Il a peint un San Felice à Castelfranco.

## Œuvres
- Déposition du Christ, la Madone et sainte Marie-Madeleine,
- Tête d'homme tournée vers la gauche,
- Étude d'un moine assis lisant,
- Saint François d'Assise coupant les cheveux de sainte Claire, musée de Grenoble,
- Saint Félix de Cantalice, église Santa Caterina de Parme,
- Saint Félix, Castelfranco, Vérone.

## Sources
- (en) Cet article est partiellement ou en totalité issu de l’article de Wikipédia en anglais intitulé « Fra Semplice » (voir la liste des auteurs).